# Pyrausta pseudonythesalis
Pyrausta pseudonythesalis là một loài bướm đêm trong họ Crambidae.